# Татаринцев, Олег Викторович
Татаринцев Олег Викторович (род. 17 сентября 1966 г., Баку) —  художник. Также известен, как автор инсталляций, арт-объектов. Активно экспериментирует с новыми техниками и материалами. В настоящее время работает совместно с Ольгой Татаринцевой.

## Биография
- 1966 г. Родился в г. Баку
- 1977—1981 гг. Художественная студия
- 1981—1985 гг. Бакинское художественное училище. Отделение живописи
- 1985—1992 гг. Львовская национальная академия искусств
- с 1993 г. Преподаватель Московской государственной
художественно-промышленной академии
им. C. Г. Строганова
- с 1997 г. Член Московского союза художников
- с 2004 г. Доцент кафедры художественной керамики МГХПА им. Строганова
- с 2015 г. Профессор кафедры художественной керамики МГХПА им. Строганова

## Музейные коллекции и фонды
- Музей Людвига в Русском музее, Санкт-Петербург
- Московский музей современного искусства
- Rappaz Museum. Базель. Швейцария
- Magnelli Museum and Ceramics Museum. Валлорис, Франция
- Государственный центр современного искусства. Москва.
- Новый музей. Санкт-Петербург.
- Екатеринбургский музей изобразительных искусств.
- Всероссийский музей Декоративно-прикладного и народного искусства, Москва
- Национальный музей монументальной керамики Украины. Опишня
- Елагиноостровский дворец-музей, Санкт-Петербург
- Музей МГХПА им. Строганова, Москва
- Музей декоративно-прикладного искусства СпбХПА им. Штиглица, Санкт-Петербург
- Собрание мэрии города Москвы
- Seoul Cyber University. Сеул, Корея
- Галерея Viartis. Халле, Германия
- Галерея Gala. Магдебург, Германия
- Галерея Gado, Прага
- Коллекция Jean Mishel, Франция
- Собрание журнала ДИ
- Собрание Т. и К. Сапешко, Барселона
- Собрание А. Войнаровского, Нью-Йорк
- Галерея «Стекло», Санкт-Петербург

## Персональные выставки
- 2021 г. Думаю: прочь. Галерея pop/off/art. Москва
- 2020 г. Утопая в цифрах. ILONA-K Space. Москва
- 2019 г. Свободные слова. Alexandra de Viveiros Gallery. Париж. Франция
- 2019 г. "Motslibres" Aleksandra Viveiros Gallery. Париж. Франция
- 2018 г. "Запределами" галерея pop/off/art Москва
- 2017 г. "Отказ и ожидание" Inner Voice gallery. Санкт-Петербург
- 2016 г. "Simulation of Normality" Nadja Brykina gallery. Zurich Manifesta 11 Параллельная программа
- 2015 г. "Вместо музыки" галерея pop/off/art Москва
- 2013 г. «No comment» галерея pop/off/art. Москва
- 2012 г. Ольга и Олег Татаринцевы. Rappaz Museum. Базель. Швейцария
- 2012 г. Crazy happy merry colours. Универмаг Цветной. Москва
- 2011 г. «Максимум исключений» Московский музей современного искусства
- 2004 г. Галерея Viartis. Халле, Германия
- 2002 г. Центральный Дом Художника, Москва
- 2002 г. Галерея Neohaus. Москва
- 2000 г. Выставочный зал Культурного центра Украины, Москва
- 2000 г. Галерея А-З, Москва
- 2000 г. Культурный центр Словакии, Москва
- 1999 г. Центральный Дом Художника, Москва
- 1999 г. Выставочный зал Тушино, Москва
- 1996 г. Галерея Московский художник, Москва

## Art Fair
- 2018 г. Vienna Contemporary. Вена. Австрия
- 2018 г. Art Brussels.Брюссель.Бельгия
- 2017 г. Vienna Contemporary. Вена. Австрия
- 2017 г. Cosmoscow
- 2015 г. Vienna Fair. Вена. Австрия
- 2014 г. Cosmoscow
- 2014 г. Arte Fiera. Болонья. Италия
- 2013 г. Contemporary Istanbul. Стамбул. Турция
- 2013 г. Vienna Fair. Вена. Австрия
- 2009 г. 13 Международная художественная ярмарка «Арт Москва» стенд галереи pop/off/art
- 2008 г. 12 Международная художественная ярмарка «Арт Москва», ЦДХ, Москва, стенд галереи pop/off/art

## Групповые выставки
- 2021 г. From Form to Surface. Vantaa Art Museum. Вантаа
- 2021 г. Вещи. Анна Нова. Санкт-Петербург
- 2020 г. Предчувствие космоса. Alexandra de Viveros. Париж
- 2020 г. Premonition of the Cosmos. Olga Kiseleva, Gosha Ostretsov, Olga & Oleg Tatarintsev, Leonid Tishkov. Alexandra de Viveiros Galerie. Париж. Франция
- 2019 г. 6 Международная биеннале современного искусства «Алюминиум» в Баку. Азербайджан
- 2019 г. Dis<>Order Clare Goodwin, Pe Lang, Platon Infante, O&O Tatarintsev. Nadja Brykina gallery. Москва
- 2019 г. Прорыв. Фонд культуры Екатерина. Москва. Куратор Михаил Сидлин.
- 2017 г. Сопротивление, традиции и открытия. Четыре десятилетия Русского искусства. Русский музей в Малаге. Испания.
- 2017 г. Конечный ресурс. Параллельная программа 7 Московской биеннале современного искусства. МГХПА им Строганова.
- 2017 г. 1917-2017. Nadja Brykina gallery. Цюрих. Швейцария
- 2017 г. Боль и воля Stella Art Foundation. Москва.
- 2017 г. Lexus Hybrid Art. Москва-Сити, башня Око.
- 2016 г. Каждый вечер перед сном.Галерея на Солянке. Москва.
- 2016 г. Дорога. Авеню Северо-запад. Москва.
- 2015 г. Музей современного искусства, Департамент труда и занятости . 3 Уральская индустриальная биеннале современного искусства г. Екатеринбург.
- 2015 г. Интервенция. Специальный проект 6 Московской биеннале современного искусства. Всероссийский музей декоративного искусства. Москва
- 2015 г. Крылья Евразии. Специальный проект 6 Московской биеннале современного искусства
- 2014 г. ХХ||| Biennale international of Vallauris contemporary creation and ceramics. Франция  2014 г. Музей с предсказаниями. Московский музей современного искусства.
- 2013 г. Специальный проект 5 Московской биеннале современного искусства «Департамент труда и занятости». Государственная Третьяковская галерея. Музей современного искусства. Москва
- 2013 г. Специальный проект 5 Московской биеннале современного искусства «Медиадвор». Высшая школа экономики. Москва
- 2012 г. Metageo. Nadja Brykina galley. Цюрих. Швейцария
- 2011 г. «Врата и двери» Русский музей. Санкт-Петербург.
- 2011 г. «Новая скульптура хаос и структура» Новый Музей. Санкт-Петербург
- 2010 г. «Остановка школа» спецпроект 14-й международной художественной ярмарки ;Арт Москва.
- 2010 г. SRETENKA DESIGN WEEK^ галерея Марс. Москва
- 2010 г. «Girls and abstractions»; Borschtgallery. Москва.
- 2010 г. «Воздух» Государственный Дарвиновский музей. Москва.
- 2010 г. «Декоративное искусство Москвы» Московский дом художника.
- 2009 г. «0.5» галерея pop/off/art. Москва
- 2009 г. «Новая скульптура хаос и структура» галерея на Солянке. Москва
- 2009 г. «Спальный район» Специальный проект Третьей Московской биеннале современного искусства
- 2009 г. 13 Международная художественная ярмарка «Арт Москва» стенд галереи pop/off/art
- 2009 г. «Небесные дела» галерея А 3 Москва
- 2008 г. 12 Международная художественная ярмарка «Арт Москва», ЦДХ, Москва, стенд галереи pop/off/art
- 2007 г. «75 лет МСХ». Манеж, Москва
- 2007 г. Галерея XXI века. Москва
- 2007 г. «Свободное построение» (совместно с Зурабом Церетели и Ольгой Татаринцевой). Галерея «Стекло», Санкт-Петербург
- 2007 г. «Керамика и стекло на траве». Елагиноостровский дворец-музей, Санкт-Петербург
- 2006 г. «Памяти Сергея Травникова». МГХПУ им. С. Г. Строганова.
- 2006 г. «Декоративное искусство Москвы». МДХ
- 2005 г. «Вкус вина» (совместно с Сергеем Радюком и Ольгой
- 2005 г. «Строгановские традиции». Выставочный зал Тушино. Москва.
- 2004 г. «Нет войне». Всероссийский музей декоративно-прикладного и народного искусства. Москва
- 2004 г. Выставка декоративно-прикладного искусства Арбат 21.
- 2004 г. «Травников + друзья». МГХПУ им. С. Г. Строганова
- 2004 г. IV Международный фестиваль искусств. Магдебург, Германия
- 2004 г. «Ambiente Rossia», Москва
- 2003 г. «70 лет МСХ». Манеж, Москва
- 2003 г. III Международный фестиваль искусств. Магдебург, Германия
- 2003 г. «Работа года». ЦДХ, Москва
- 2003 г. Выставка МСХ. Москва
- 2002 г. «Да будет свет». Московский дом художника
- 2002 г. «Пространство объекта». Всероссийский музей декоративно-прикладного и народного искусства. Москва
- 2002 г. «Творческие среды». ЦДХ, Москва
- 2002 г. Галерея Neohaus. Москва
- 2002 г. «45 лет журналу ДИ». Российская Академия художеств
- 2001 г. «Москва — Петербург». Манеж, Москва
- 2001 г. «Москва и москвичи». Московский дом художника
- 2001 г. Международный симпозиум художников — керамистов. Опошное. Дипломант
- 2000 г. «Перекресток», керамика Москвы и Петербурга.
- 2000 г. Арт-салон ЦДХ. Москва
- 2000 г. «Петербург — Москва». Санкт-Петербург
- 1999 г. «Москва — Петербург». ЦДХ, Москва
- 1999 г. «Вазы и цветы». Галерея РОСИЗО, Москва
- 1999 г. «Россия». Манеж, Москва
- 1999 г. «Ambiente». ЦДХ, Москва
- 1998 г. «Вазы и цветы». Галерея РОСИЗО, Москва
- 1997 г. «Молодёжная». Московский дом художника. Первая премия МСХ.
- 1996 г. «Декоративное искусство России». ЦДХ, Москва
- 1995 г. «Молодёжная». Московский Дом художника
- 1994 г. «Керамика и стекло». МГХПУ им. С. Г. Строганова
- 1991 г. «Товарищество Доля». Миннеаполис, США
- 1990 г. «Осенняя выставка». Львов
- 1988 г. «Мир глазами молодых». Львов
- 1987 г. «Выставка керамики». Жешув, Польша